# Gmina Chybie
Die Gmina Chybie ist eine Landgemeinde im Powiat Cieszyński der Woiwodschaft Schlesien in Polen. Ihr Sitz ist das gleichnamige Dorf (deutsch Chybi) mit etwa 3900 Einwohnern.
Die Gemeinde gehört zur Euroregion Teschener Schlesien.

## Geographie
Die Gemeinde liegt im Süden der Woiwodschaft. Bielsko-Biała liegt etwa 20 Kilometer östlich, Katowice (Kattowitz) 45 Kilometer nördlich. Nachbargemeinden sind Goczałkowice-Zdrój im Norden, Czechowice-Dziedzice, im Nordosten, Jasienica im Osten, Skoczów im Süden und Strumień im Westen.
Die Region gehört zum Auschwitzer Becken (Kotlina Oświęcimska). An der Nordgrenze der Gemeinde liegt der Goczałkowice-Stausee. Südlich von Zaborze und im Osten der Gemeinde gibt es eine große Zahl Teiche.

## Geschichte
Die Landgemeinde kam 1950 von der ehemaligen Woiwodschaft Schlesien und vom Powiat Bielski zur Woiwodschaft Katowice größeren Zuschnitts und zum Powiat Cieszyński. Von 1954 bis 1973 wurde die Gemeinde in verschiedene Gromadas aufgelöst. Im Jahr 1975 kam die Landgemeinde zur Woiwodschaft Bielsko-Biała, der Powiat wurde aufgelöst. Zum 1. Januar 1999 kam sie zur Woiwodschaft Schlesien und wieder zum Powiat Cieszyński.

## Gliederung

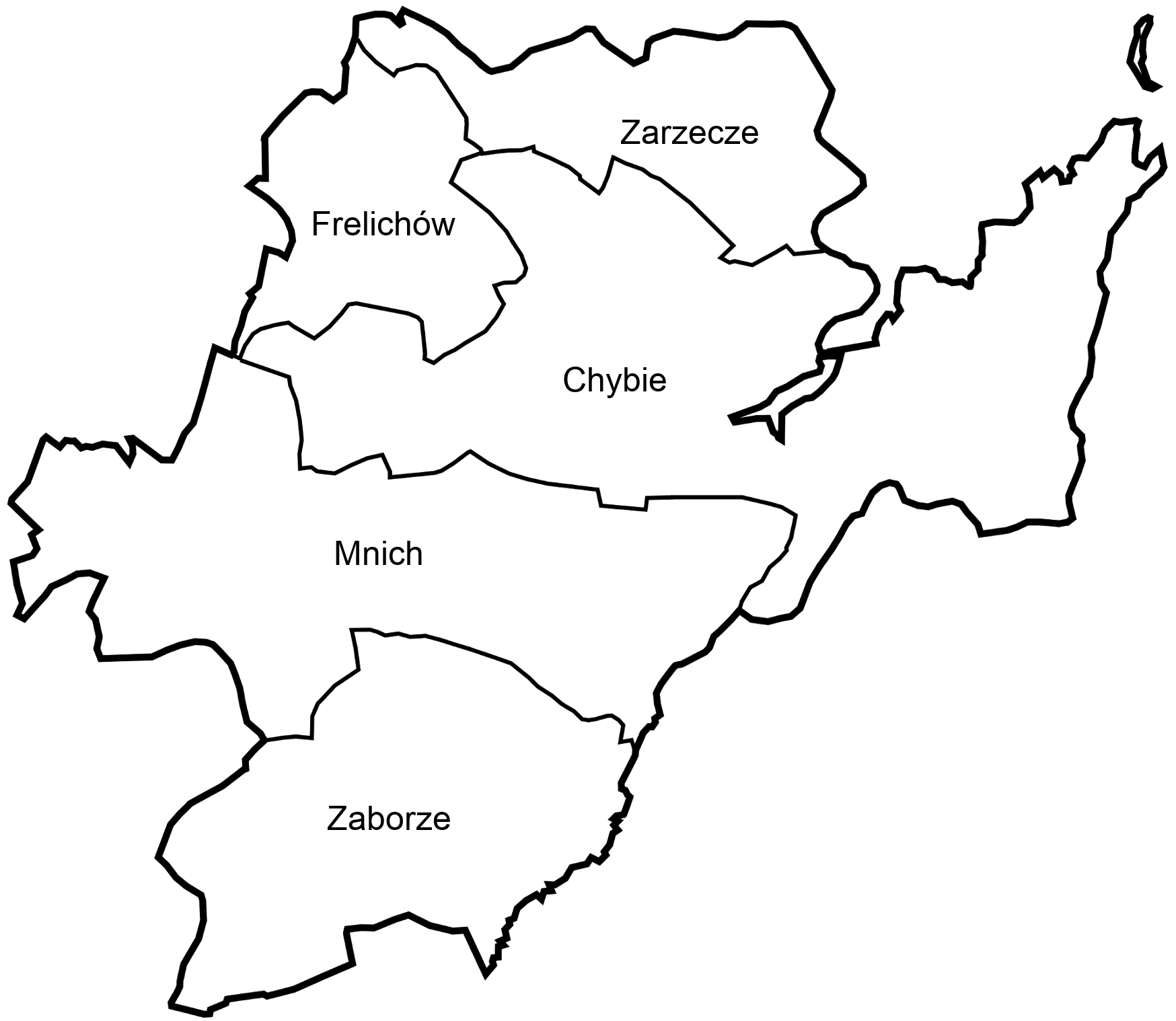
Zuschnitt der Dörfer

Zur Landgemeinde (gmina wiejska) Chybie gehören fünf Dörfer mit einem Schulzenamt (sołectwo; deutsche Namen):
- Chybie (Chybi)
- Frelichów (Fröhlichhof)
- Mnich (Mnich)
- Zaborze (Zaborz)
- Zarzecze (Zarzicz)

## Politik

### Gemeindevorsteher
An der Spitze der Verwaltung steht der Gemeindevorsteher. Seit 2014 ist dies Janusz Żydek, der früher der Prawo i Sprawiedliwość angehörte. Bei der turnusmäßigen Wahl 2024 wurde folgendes Ergebnis ermittelt:
- Janusz Żydek (Wahlkomitee Janusz Żydek) 51,2 % der Stimmen
- Grzegorz Ochodek (Wahlkomitee „Gemeinsam für die Gemeinde Chybie“) 48,8 % der Stimmen

Damit wurde Amtsinhaber Janusz Żydek bereits im ersten Wahlgang wiedergewählt.
Bei der turnusmäßigen Wahl 2018 wurde folgendes Ergebnis ermittelt:
- Janusz Żydek (Prawo i Sprawiedliwość) 70,8 % der Stimmen
- Maria Pisarek (Wahlkomitee „Kleine Heimat Chybie“) 29,2 % der Stimmen

Damit wurde Amtsinhaber Janusz Żydek bereits im ersten Wahlgang wiedergewählt.

### Gemeinderat
Der Gemeinderat von Chybie besteht aus 15 Mitgliedern. Die Wahl 2024 führte zu folgendem Ergebnis:
- Wahlkomitee „Gemeinsam für die Gemeinde Chybie“ 54,0 % der Stimmen, 10 Sitze
- Wahlkomitee Janusz Żydek 43,8 % der Stimmen, 5 Sitze
- Übrige 2,2 % der Stimmen, kein Sitz

Die Wahl 2018 führte zu folgendem Ergebnis:
- Prawo i Sprawiedliwość (PiS) 55,7 % der Stimmen, 11 Sitze
- Wahlkomitee „Kleine Heimat Chybie“ 44,3 % der Stimmen, 4 Sitze

## Wirtschaft
Die Zuckerfabrik von Südzucker Polska S.A. wurde 2009 stillgelegt.

## Verkehr
An der Bahnstrecke Trzebinia–Zebrzydowice besteht der Bahnhof Chybie. Auf Gemeindegebiet gibt es keine höherrangigen Straßen.
Der nächste internationale Flughafen ist Katowice.